# Abang Adik
Abang Adik é um filme de drama policial neo-noir de 2023 escrito e dirigido por Jin Ong em sua estreia na direção de longas-metragens. O filme conta a história de um par de órfãos indocumentados na Malásia, Abang (Wu Kang-ren), um surdo e seu indignado irmão mais novo Adik (Jack Tan) que lutam em um ambiente de pobreza e crime. Serene Lim, April Chan, Tan Kim Wang e Bront Palarae aparecem em papéis coadjuvantes.
Abang Adik recebeu aclamação da crítica após seu lançamento, principalmente por sua escrita, história e pela atuação de Wu Kang-ren. O filme foi um sucesso de bilheteria surpreendente em Taiwan, arrecadando mais de 4 milhões de dólares durante sua exibição teatral inicial. O filme recebeu várias indicações a prêmios, incluindo sete indicações ao Golden Horse Awards, com Wu Kang-ren ganhando o prêmio de Melhor Ator. Foi selecionado como a entrada da Malásia para o Melhor Longa-Metragem Internacional no 97º Oscar, mas não foi indicado.

## Elenco
- Wu Kang-ren como Chen Ah-bang
- Jack Tan como Zhang Wen-di
- Tan Kim Wang como Ms. Money
- Serene Lim como Li Jia En
- April Chan como Xiao-su
- Bront Palarae

## Recepção

### Bilheteria
O filme foi um sucesso de bilheteria surpresa, especialmente em Taiwan, alcançando um recorde de 40 milhões de novos dólares taiwaneses (1,29 milhão de dólares dos Estados Unidos) em seus primeiros dez dias. Sua popularidade levou ao aumento do tempo de tela, tornando-se o primeiro filme malaio a liderar as paradas de bilheteria do país. O filme arrecadou mais de 98 milhões de novos dólares taiwaneses (3,1 milhões de dólares dos Estados Unidos) durante sua exibição nos cinemas de Taiwan, recebendo 388 mil admissões. Em Hong Kong, o filme arrecadou 2,5 milhões de dólares de Hong Kong (319 800 dólares dos Estados Unidos) nas primeiras duas semanas, quebrando recordes de bilheteria como o filme malaio de maior bilheteria na região. Na Malásia, o filme arrecadou 5,2 milhões de ringuites (1,12 milhão de dólares dos Estados Unidos) durante seus primeiros 24 dias.

### Resposta crítica
O filme recebeu várias indicações ao prêmio, incluindo sete indicações ao Golden Horse Awards, com Wu Kang-ren ganhando o prêmio de Melhor Ator. Ele também foi o ganhador do Golden Mulberry no Far East Film Festival em 2023. Em 22 de novembro de 2024, o filme ganhou o prêmio de melhor filme no 10º Asian World Film Festival 2024 em Los Angeles, Estados Unidos.